# Договір майнового найму
Договір майнового найму — цивільно-правовий договір, за яким одна сторона (наймодавець) зобов'язується надати іншій стороні (наймачев) майно у тимчасове користування за плату, а наймач зобов'язується вчасно вносити плату і повернути майно після закінчення строку договору.
Ознаки договору майнового найму:
- це угода, на основі якої здійснюється надання певного майна особою, яка уповноважена ним розпоряджатися, у володіння та користування (або тільки у користування) іншій особі без переходу до такої особи права власності. Власником майна залишається наймодавець.
- має тимчасовий характер. По закінченні строку оренди майно повертається наймодавцю. Цим цей вид договору принципово відрізняється від договору купівлі-продажу;
- завжди оплатний: наймач завжди має сплачувати наймодавцеві за користування майном. Цим договір найму принципово відрізняється від договору позички (безоплатного користування майном);
- двосторонній — оскільки права та обов'язки за договором найму виникають як у наймача, так і у наймодавця.

Договір майнового найму може бути правочином:
- консенсуальним;
- реальним.

Зміст договору найму являє собою сукупність усіх його умов, які конкретизують права та обов'язки наймодавця та наймача, які вони приймають на себе за договором.
Предметом договору найму може бути:
- річ, яка визначена індивідуальними ознаками і яка зберігає свій первісний вигляд при неодноразовому використанні (неспоживна річ);
- майнові права, наприклад, майнові права автора та володільця об'єкта промислової власності, а також права на чужі речі.

Законом можуть бути встановлені види майна, що не можуть бути об'єктом договору найму. Так, не можуть здаватися в найм (оренду) речі, вилучені із цивільного обігу. Речі, обмежені в обігу, можуть здаватися в оренду лише суб'єктами, які мають відповідні повноваження на використання таких речей.
В договорі найму вказується строк, на який він укладається. Якщо договір найму без зазначеного в ньому строку оренди майна, то він вважається укладеним на невизначений строк. В такому випадку кожна із сторін такого договору може відмовитися від нього у будь-який час, письмово попередивши про це іншу сторону за один місяць, а у разі найму нерухомого майна — за три місяці.
Основні умови договору найму — умови про майно (об'єкт оренди), про порядок і строки передачі його наймачеві, вартість найму та порядок оплати.

## Види договорів
Виокремлення окремих видів договорів оренди здійснено в ЦКУ залежно від виду майна, що надається в оренду:
- прокат;
- найм (оренда) земельної ділянки;
- найм будівлі або іншої капітальної споруди;
- найм транспортних засобів;
- лізинг.